# Bratříčku, zavírej vrátka (píseň)
Skladba Bratříčku, zavírej vrátka je titulní píseň ze stejnojmenného alba českého protirežimního a exilového folkového písničkáře, básníka a výtvarníka Karla Kryla.   Album nesoucí název písně Bratříčku, zavírej vrátka nahrál Karel Kryl v rozmezí let 1967–1968. Píseň následně vyšla ještě na druhé studiové Krylově desce Rakovina a také v různých reedicích a opětovných vydáních Krylových desek. 
Titulní píseň je přímou reakcí na invazi vojsk varšavské smlouvy.  Přestože Kryl na toto album sbíral písně již nějakou dobu, vydáno bylo až v roce 1969, což je i rok Krylovy emigrace do Německa. Větší část nákladu byla z politických důvodů skartována. Zvukovou složku Kryl točil ve studiu ostravského rozhlasu, vydání proběhlo ve vydavatelství Panton. Producentem alba se stal Jiří Černý.

## Styl
Text písně psal Karel Kryl přímo po srpnových událostech roku 1968. Z textu je patrná bezprostřední reakce na okupaci vojsk varšavské dohody, která předznamenala další události vývoje v Československu následujících dvaceti let – tedy dobu normalizace).
| „            | Bratříčku, nevzlykej, to nejsou bubáci, vždyť už jsi velikej, to jsou jen vojáci, přijeli v hranatých železných maringotkách. Se slzou na víčku hledíme na sebe, buď se mnou, bratříčku, bojím se o tebe na cestách klikatých, bratříčku, v polobotkách | “ |
| — Karel Kryl | |   |

Píseň je složena v třídobém valčíku, nicméně Kryl ji svým svébytným způsobem hry na kytaru hrál šestiosminovým rytmem.   Frázování zpěvu zcela neodpovídá Krylovu rytmu a způsobu hry. (Proto interpreti, kteří tuto píseň zpívali dále, si rytmus doprovodu upravovali a zjednodušovali.) Celá skladba je psaná v klasické Krylově tónině A moll (přičemž většina písní Karla Kryla vychází právě z této tóniny.) Kryl využil běžný písničkový rým AB, AB, tudíž rým střídavý. Verše jsou psány jambickým metrem. Celá píseň čítá čtyři sloky a jeden refrén, opakující se po každých dvou slokách, či strofách textu.  
Refrén písně „Prší a venku se setmělo /.../“ je navíc úderný díky změně rytmu. Kryl zde přechází z houpavého a vybrnkávaného doprovodu do rázného valčíku s důrazem kladeným na první těžkou dobu.
| „ | Prší a venku se setmělo, tato noc nebude krátká, beránka vlku se zachtělo, bratříčku, zavřel jsi vrátka? | “ |

Celková nálada a emoce vyjádřené ve skladbě jsou veskrze pochmurného a tíživého charakteru, což navíc podtrhuje Krylův naléhavý styl zpěvu. V textu jako takovém se Kryl odvolává na svého mladšího bratra Jana Kryla.

## Vznik a přijetí
Kryl původní rukopis písně značně poupravil a proškrtal a původní verze textu se od finální poměrně liší. Proč se tomu tak stalo, nebylo objasněno. V originálním rukopisu písně se nacházejí následující slova:
| „                                    | Bratříčku nevzlykej, to nejsou bubáci, vždyť už jsi velikej, /.../ přijeli v hranatých zelených maringotkách /.../ strach, to je šněrovadlo, z motaných provázků, tisíce ohníčků, slzu máš na víčku /.../ | “ |
| — Karel Kryl, původní varianta textu | |   |

Z dochovaných materiálů a rozhovorů je patrné, že text „Bratříčka’ vznikal velice impulzivně a rychle“ a v přímé a bezprostřední reakci na okolní dění. 
Píseň ‘Bratříčku zavírej vrátka’ se stala symbolem ruské okupace Československa a následně zlidověla. Je součástí české národní historie, jedná se pravděpodobně o nejznámější Krylovu píseň. Skladbu zpíval následně mimo jiné kupříkladu Filip Topol.